# Simon Gebauer
Simon Gebauer (Brassó, 1757. szeptember 1. – Feketehalom, 1828. november 9.) evangélikus lelkész.
A gimnáziumot szülővárosában végezte, utána 1778. március 19-én Pozsonyba, onnan szeptember 1-jén Tübingenbe, 1781 augusztusában Karlsruheba, azután 1782 májusában a svájci Aarauba ment. 1783. október 23-án tért vissza Brassóba, ahol november 1-jétől segédtanár a VII. osztályban, 1785. április 1-jétől tanár, 1786 májusában lektor, 1790 februárjában lelkészsegéd, 1791-ben blumenaui, 1792-ben mártonhegyi lelkész és 1793-ban városi lelkész lett. 1806. november 9-én Feketehalomra hívták meg lelkésznek.

## Munkái
- Predigt über den ächten Bürgersinn, bei bedrängten Umständen des Vaterlandes, insonderheit an dem von Sr. Majestät dem Kaiser, unserm allergnädigsten Landesfürsten und Herrn, in Siebenbürgen verordneten Bettage, gehalten in der evang. Pfarrkirche zu Kronstadt am 26. Oktober 1796. Hermannstadt.
- Lobrede auf die weiland hochwohlg. Frau Martha verw. v. Schobeln geb. v. Closius, gehalten bei dem feierlichen Leichenbegängnisse derselben in der ev. Pfarrkirche in Kronstadt im J. 1801. am 25. Nov. Kronstadt. (Michael Schwarz egyházi beszédével együtt).